# Koço Theodhosi
Koço Llambi Theodhosi (ur. 21 maja 1913 w Korczy, zm. 31 maja 1977 w Tiranie) – albański polityk komunistyczny, przewodniczący Państwowej Komisji Planowania w latach 1959–1966, minister przemysłu w latach 1965–1975.

## Życiorys
Pochodził z rodziny prawosławnej. Był synem właściciela garbarni skór Harallamba Theodhosiego. Po ukończeniu w 1934 szkoły średniej w Korczy dzięki wsparciu finansowemu ze strony rodziny wyjechał na studia chemiczne do Lyonu, a następnie do Liège. W czasie studiów nawiązał współpracę z komunistami francuskimi, wtedy też poznał Envera Hodżę. W 1936 przeniósł się do Hiszpanii, walczył w Brygadach Międzynarodowych.
W kwietniu 1939 był jednym z organizatorów protestu w Grenoble przeciwko włoskiej inwazji na Albanię. W tym samym roku powrócił do kraju. W listopadzie 1941 brał udział w konferencji założycielskiej Komunistycznej Partii Albanii w Tiranie. Od 1942 działał w ruchu oporu. W maju 1944 został wybrany członkiem Antyfaszystowskiej Rady Wyzwolenia Narodowego, pełniącej rolę podziemnego parlamentu. W 1947 został mianowany wiceministrem robót publicznych. Dwa lata później objął stanowisko wiceprzewodniczącego Państwowej Komisji Planowania. Wspólnie z Enverem Hodżą uczestniczył w rozmowach w Moskwie, dotyczących współpracy gospodarczej Albanii z ZSRR.
W 1950 uzyskał mandat deputowanego do Zgromadzenia Ludowego. W parlamencie zasiadał do 1975. Od 1956 był kandydatem na członka Biura Politycznego Albańskiej Partii Pracy, a od 1971 członkiem Biura Politycznego.
1 marca 1959 objął stanowisko przewodniczącego Państwowej Komisji Planowania, funkcję tę pełnił do marca 1966. Jednocześnie w latach 1962–1966 był wicepremierem w rządzie kierowanym przez Mehmeta Shehu. W 1965 objął stanowisko ministra przemysłu, zastępując na tym stanowisku Adila Çarçaniego.
We wrześniu 1975 został zdymisjonowany z zajmowanych stanowisk i oskarżony o błędy w realizacji kluczowych inwestycji dla kraju, a także o udział w spisku kierowanym przez gen. Beqira Balluku i gen. Hito Çako. Był internowany w Kurbneshu. W 1977 aresztowany przez Sigurimi został poddany śledztwu, którym kierował minister spraw wewnętrznych Kadri Hazbiu.
17 maja 1977 został skazany przez Sąd Najwyższy na karę śmierci. 31 maja 1977 rozstrzelany we wsi Linze k. Tirany, wraz z grupą współpracowników z ministerstwa i pochowany w nieznanym miejscu.
Był żonaty, jego syn Arben Theodhosi (ur. 1953) był znanym malarzem. Po aresztowaniu ojca został internowany, do 1989 pracował w kopalni rud miedzi w Kurbneshu.